# Skivtungade grodor

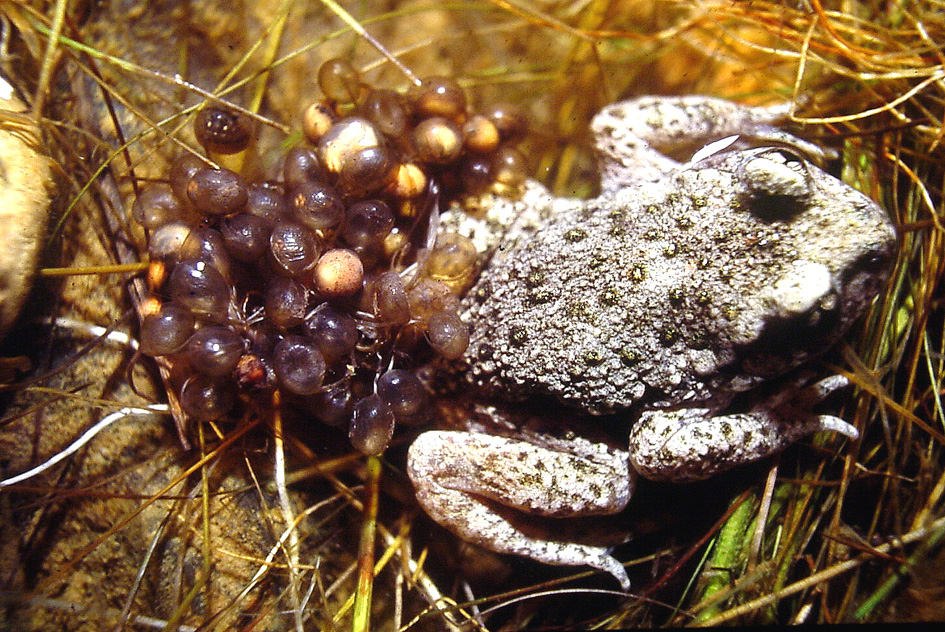
Barnmorskegroda, hane, med äggsamling

Skivtungade grodor (Alytidae) är en familj av groddjur som ingår i ordningen stjärtlösa groddjur (Anura). Enligt Catalogue of Life omfattar familjen Alytidae 12 arter.
Grodfamiljen har fått sitt namn av den mer eller mindre skivformiga tungan, som är mindre rörlig än vad som är vanligt bland de svanslösa groddjuren, och inte kan användas som fångstredskap.. De nu levande arterna förekommer i Europa, i Afrika vid Medelhavet och i västra Asien.
Familjen innehåller följande släkten och arter:
- Spondylophryne – utdöd
- Scotiophryne – utdöd
- Prodiscoglossus – utdöd
- Pelophilus – utdöd
- Paradiscoglossus – utdöd
- Latonia – en art
- Baranophrys – utdöd
- Alytes – Barnmorskegrodor. Paddliknande, har fått sitt namn av hanens vana att bära äggen runt sina höfter tills de kläcks.
  - Iberisk barnmorskegroda (Alytes cisternasii)
  - Andalusisk barnmorskegroda (Alytes dickhilleni)
  - Balearisk barnmorskegroda (Alytes muletensis)
  - Barnmorskegroda (Alytes obstetricans)
  - Alytes maurus
- Discoglossus – de egentliga skivtungade grodorna; starkt bundna till vatten.
  - Tyrrensk skivtungegroda (Discoglossus sardus)
  - Portugisisk skivtungegroda (Discoglossus galganoi)
  - Spansk skivtungegroda (Discoglossus jeanneae)
  - Discoglossus montalenti
  - Discoglossus nigriventer – utdöd
  - Skivtungegroda (Discoglossus pictus]

Tidigare räknades även släktena Barbourula och klockgrodor (Bombina), till familjen.